# ノーントム駅
ノーントム駅（ノーントムえき、タイ語:สถานีรถไฟหนองตม）は、タイ王国北部ピッサヌローク県プロムピラーン郡にある、タイ国有鉄道北本線の駅である。

## 概要
ノーントム駅はタイ王国北部ピッサヌローク県の人口約8万8千人が暮らすプロムピラーン郡にある。駅の正面側は西向きであり、東側が市街地である。当駅は首都バンコクから423.20km地点にあり、特急列車利用で5時間40分程度である。 
二等駅であり1日当たり16列車（8往復）が発着しその内訳は、特急1往復、急行1往復、快速4往復、普通2往復である。また当駅を含むロッブリー駅より終点チエンマイ駅までは、単線区間である。

## 歴史
1908年11月11日にチエンマイを目指し延伸工事を行っていた北本線は、ピッサヌローク駅より当駅を含むバーンダーラー分岐駅までの区間が完成し、それに伴い当駅も開業した。
- 1908年11月11日【開業】ピッサヌローク駅 - バーンダーラー分岐駅 (69.03km)

## 駅構造
単式及び島式1面の複合型ホーム2面2線をもつ地上駅であり、駅舎はホームに面している。